# Castillo de Maldá
El Castillo de Maldá es una fortaleza situada en el municipio de Maldá, en la comarca catalana de Urgel, España. Es uno de los castillos más conocidos de la comarca y calificado con la distinción de Bien Cultural de Interés Nacional (BCIN) por la Generalidad de Cataluña y de Bien de Interés Cultural por el Ministerio de Cultura.

## Historia
Forma parte de la historia de Cataluña desde el siglo X. El primer documento donde se habla del lugar de Maldá data de 1040. Ramon Folch de Cardona testó a favor de Vicenç de Cardona dejándole este lugar con la condición de que edificase un castillo, una iglesia y le ayudara a luchar contra los moros.
El enclave de la fortaleza del siglo XII, donde se encuentra el antiguo portal de entrada, difiere del lugar donde hoy se levantan las ruinas que se conocen como Castillo de Maldá. El nuevo castillo fue edificado en 1212 en su localización actual.
En la nueva fortificación se encuentra la inscripción:

Andreu Felip, Mestre d'obres, començà l'obra del castell d'en Guillem de Cardona en l'any 1212.
Andreu Felip, Maestro de obras, empezó las obras del castillo de Guillem de Cardona en el año 1212.

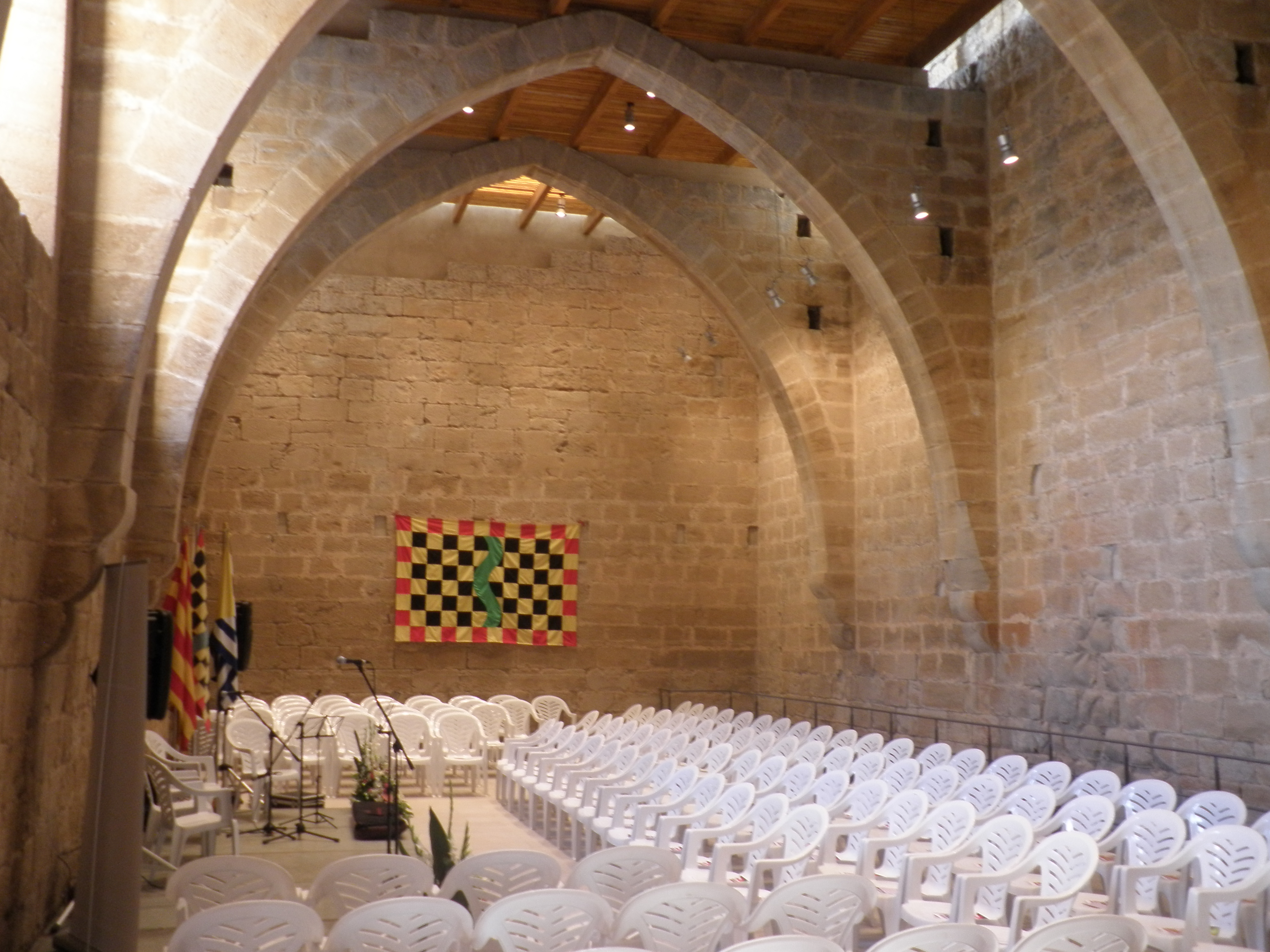
Acto celebrado en el Castillo de Maldá.

Algunos de sus muros tienen un grosor de 1,85 y 1,95 m fabricados con bloques de piedra y paredes de piedra maciza de entre 6 y 10 m. Después se fue ampliando y modificando a lo largo de los años. Uno de los restauradores fue Rafael d'Amat i de Cortada, escritor de, entre otros, Excursions y Calaix de Sastre.
Al inicio de la Primera Guerra Carlista del año 1833, un batallón de carlistas capitaneados por Badía de Castellserá, temiendo que el castillo pudiera servir de fortaleza a las tropas liberales, subieron al pueblo, y en una noche oscura, incendiaron el castillo y lo demolieron hasta dejar poco más que las paredes.

## Actualidad
Alfonso de Vilallonga y Serra es el actual barón de Maldá, quien donó el edificio a cambio de participación en el Patronato del Castillo de Maldá, formado por diversas entidades y personalidades colaboradoras, entre otras el Ayuntamiento de Maldá.
Actualmente, el castillo está siendo remodelado.

## Galería fotográfica

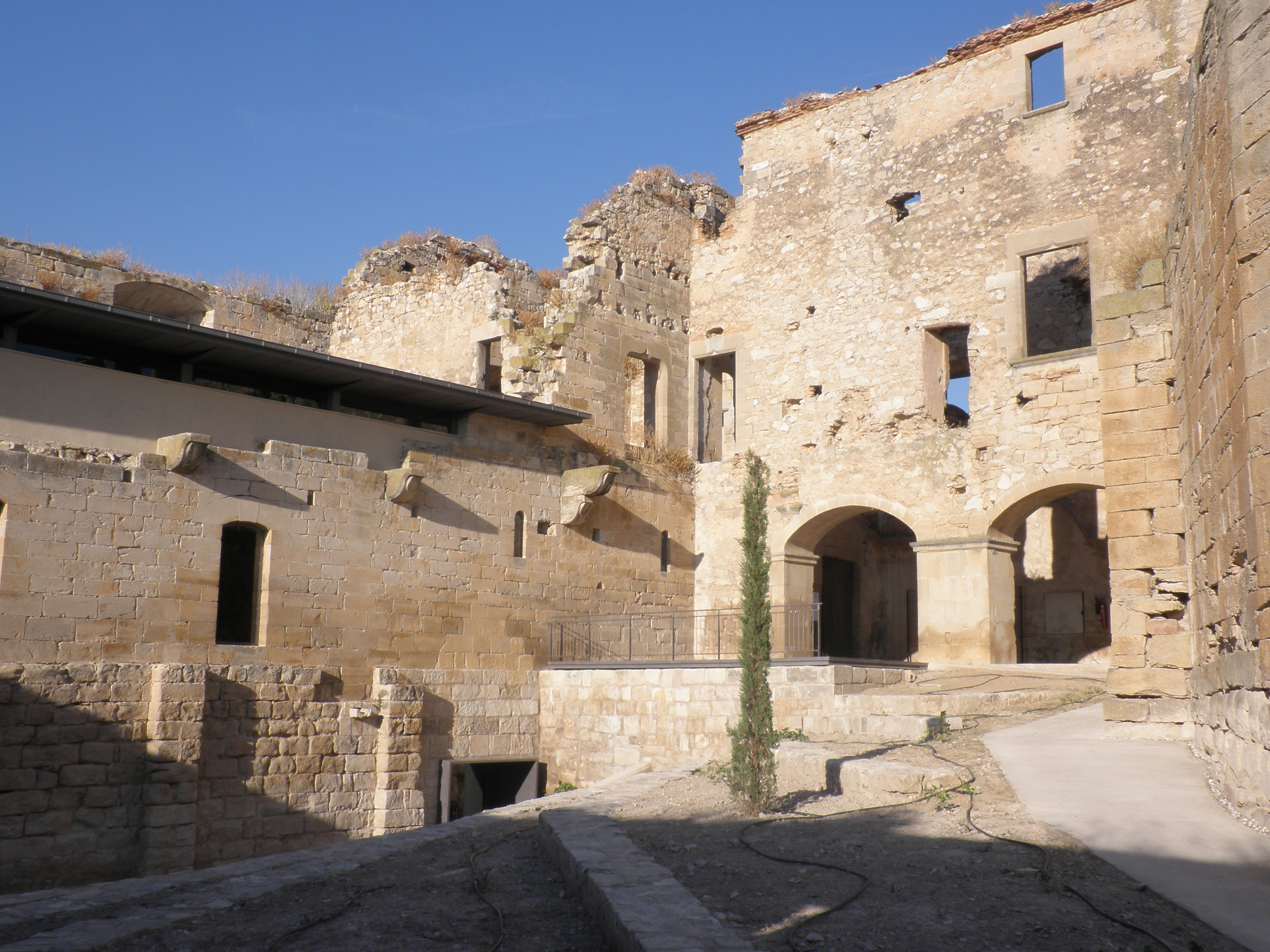
Patio de armas del Castillo de Maldá
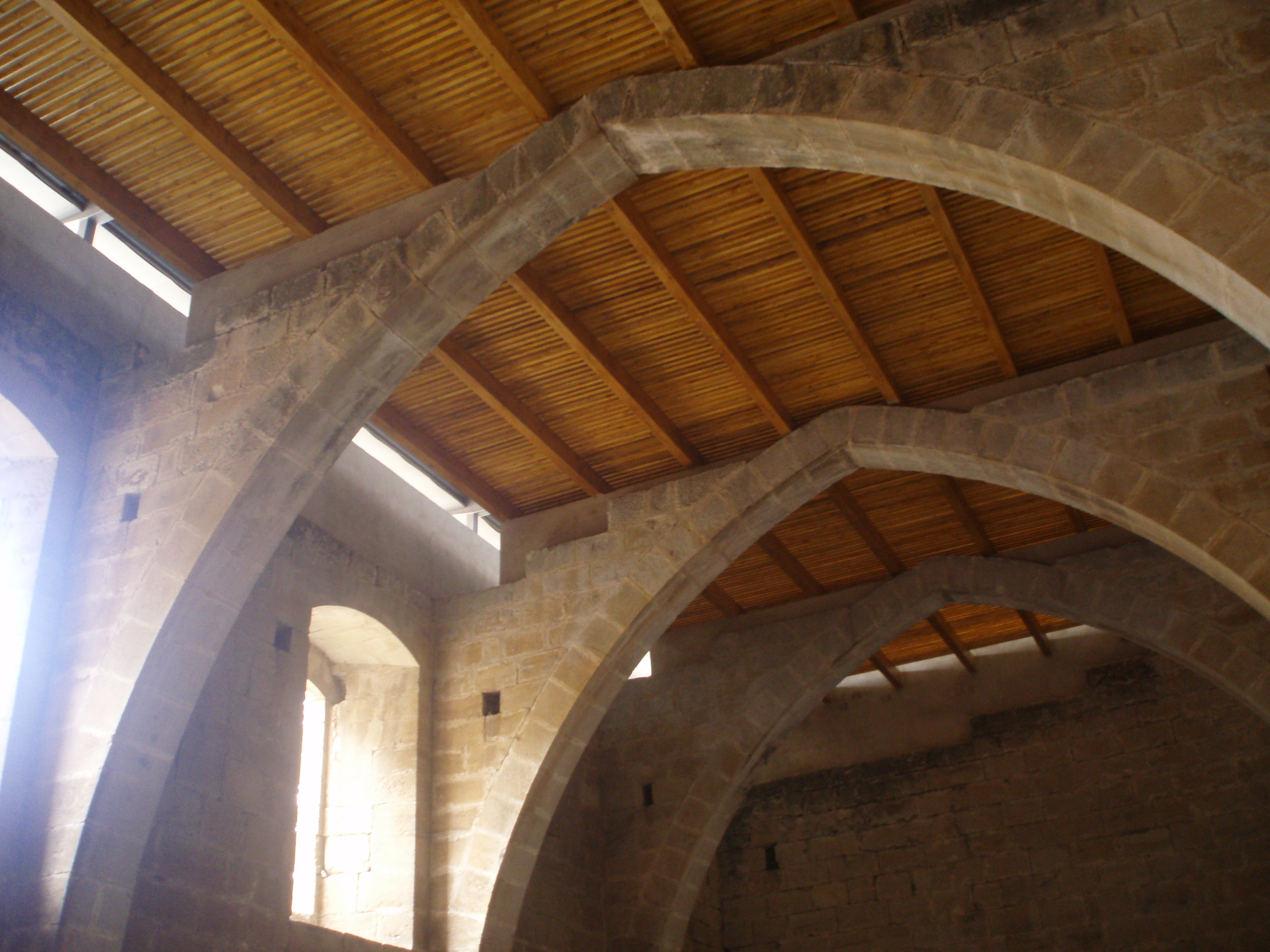
Sala de los arcos del Castillo de Maldá
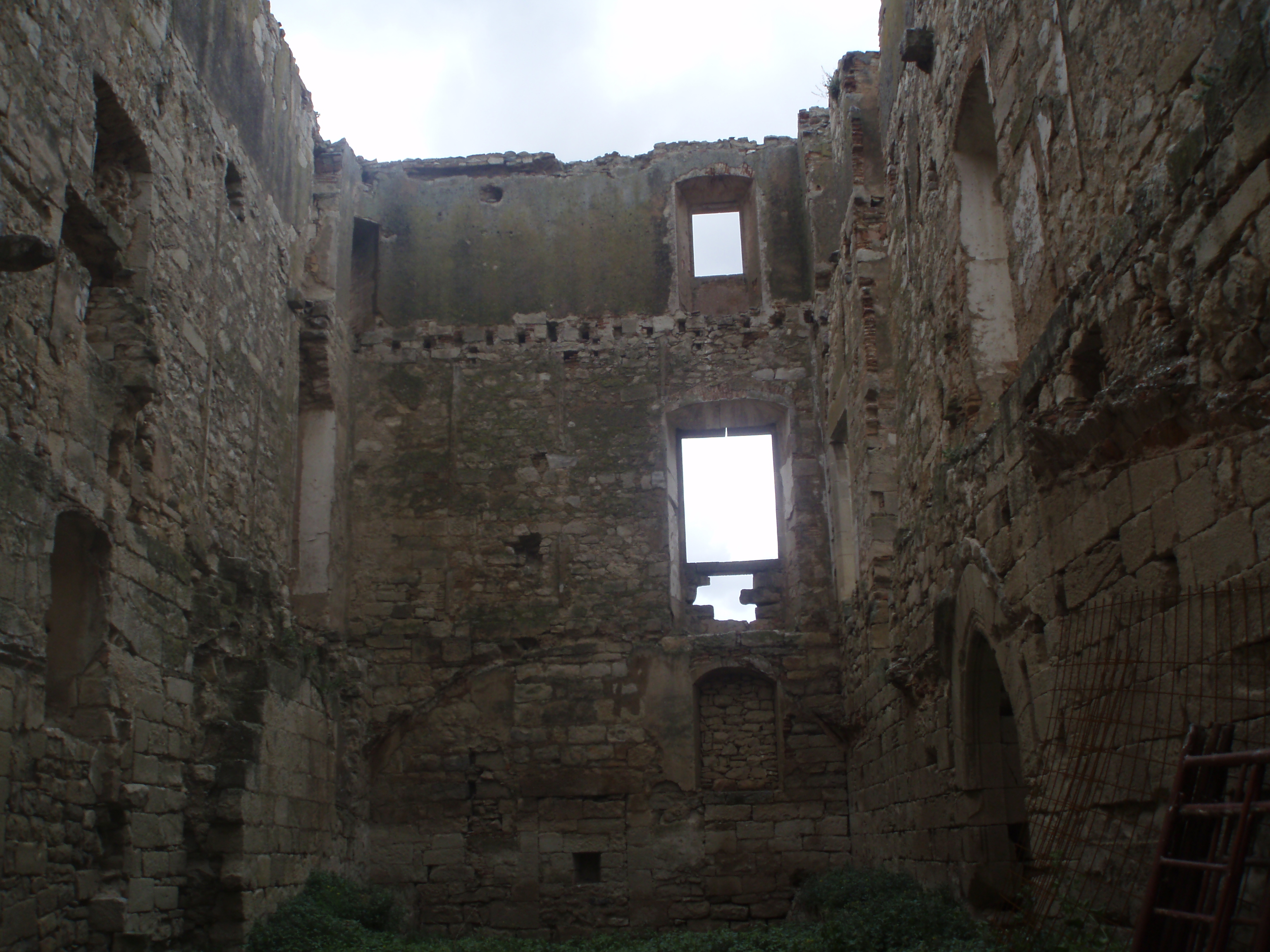
Interior del Castillo de Maldá
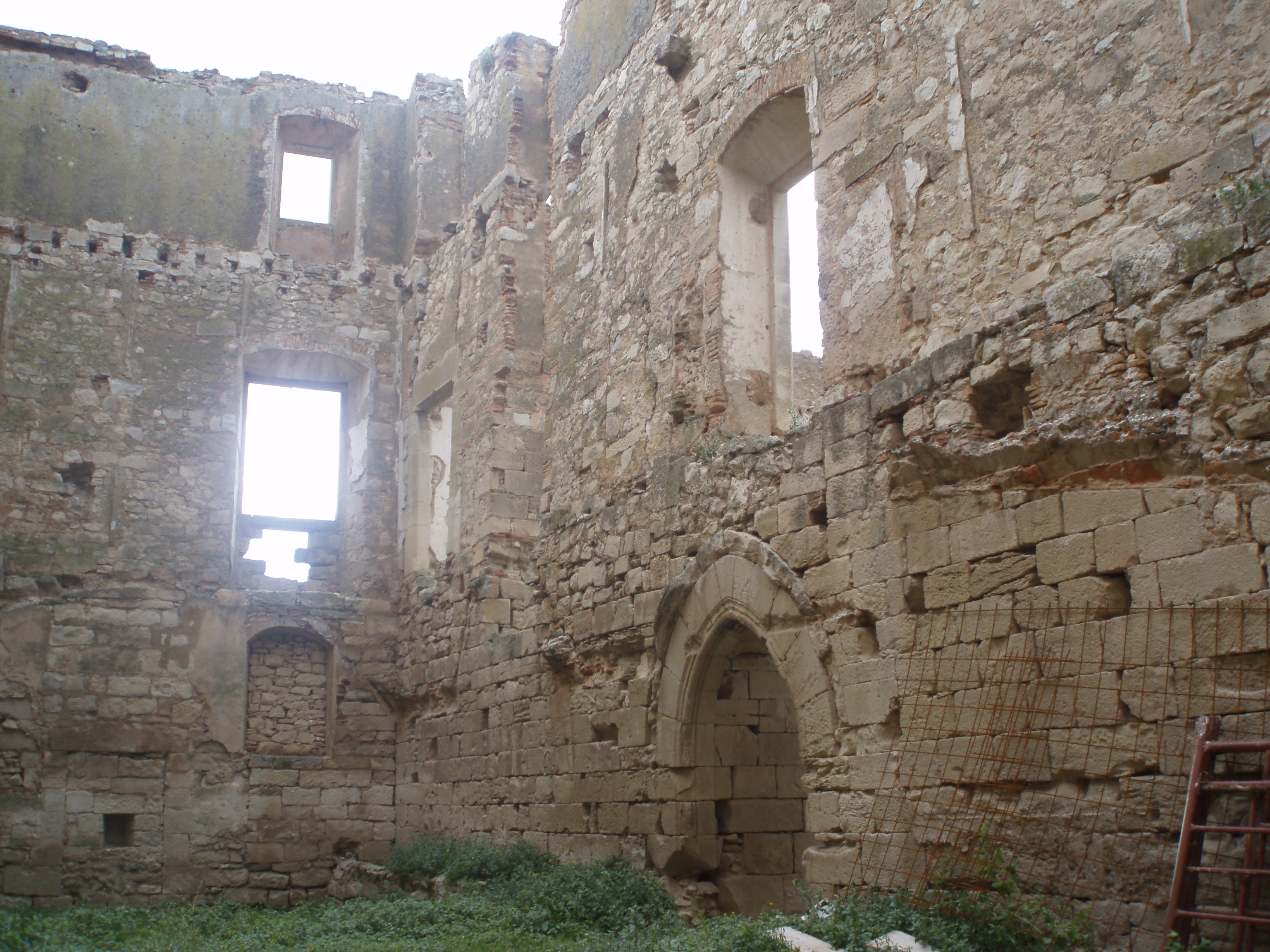
Interior del Castillo de Maldá
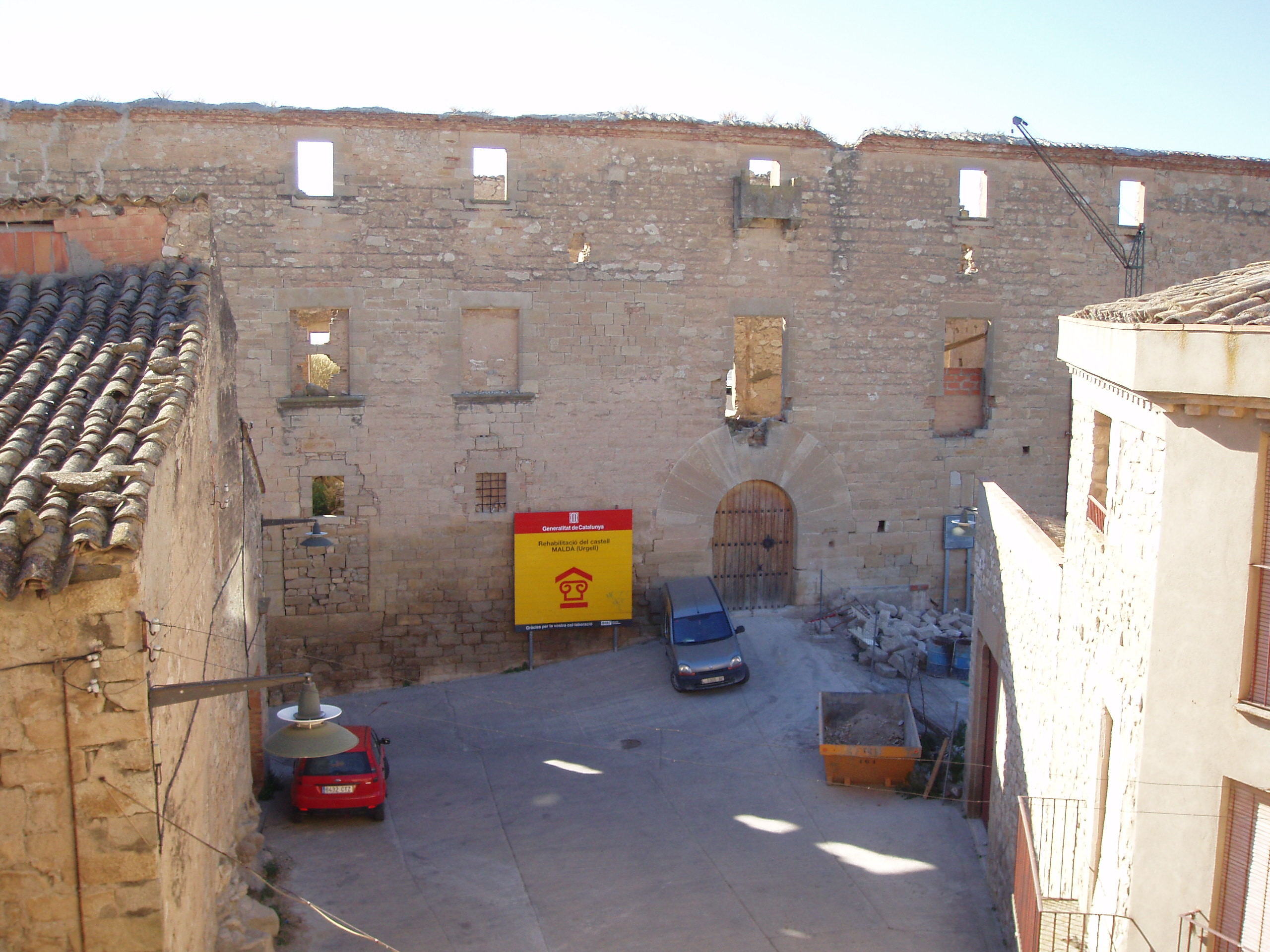
Plaza del Castillo (Maldá)